# Twenty-One Miles
Twenty-One Miles ist ein britischer Dokumentarfilm von 1942, der eine Oscar-Nominierung erhielt. 

## Inhalt

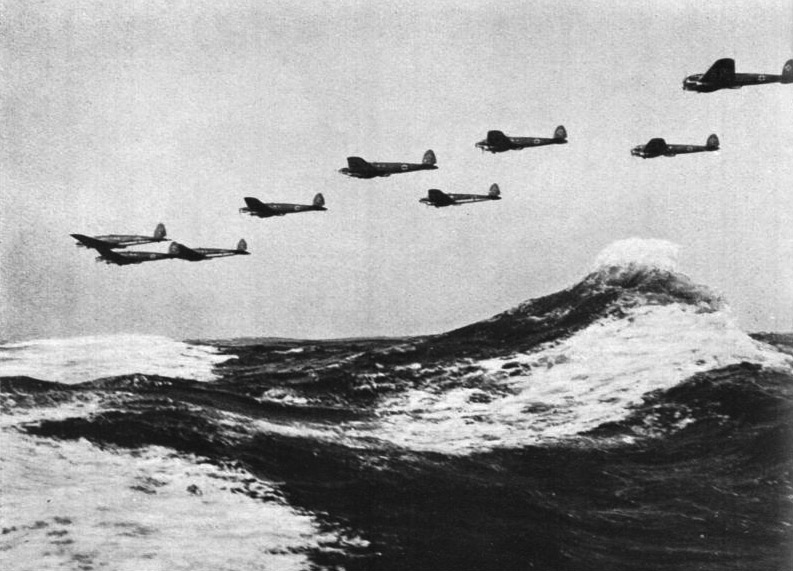
Formation He 111 über dem Ärmelkanal, 1940

Dover ist eine Stadt, die den wichtigsten englischen Hafen an der Straße von Dover am Ärmelkanal  besitzt. Die Stadt liegt im äußersten Südosten von England und ist die dem kontinentalen Festland und Frankreich am nächsten liegende englische Stadt. Durch diese Lage hat Dover eine besondere strategische Bedeutung. Im Zweiten Weltkrieg war die Stadt feindlichen Angriffen durch weitreichenden Kanonenbeschuss ausgesetzt, die vom französischen Ufer aus stattfanden, dessen Entfernung über den Kanal nur 21 Meilen („Twenty-One Miles“) beträgt.
Am 12. August 1940 kam es zu einem Großangriff der deutschen Luftwaffe auf Radarstationen bei Portland und Dover und weitere küstennahe Ziele. Dieser Angriff läutete die zweite Phase während der Luftschlacht um England ein. 
Der 1942 entstandene Film thematisiert, wie die Stadt mit diesen feindlichen Angriffen und Zerstörungen umgeht und lebt. 

## Hintergrund
Der Film wurde später neu geschnitten und erhielt den Titel Dover.
Dover war im Zweiten Weltkrieg vom französischen Ufer aus mehr als 3.000 Mal weitreichenden Kanonenangriffen ausgesetzt. 216 Einwohner wurden getötet und über 10.000 Häuser beschädigt. Eine Vielzahl von Höhlen und Tunneln in den die Stadt umgebenden Kreidefelsen nutzte man seinerzeit als Schutzbunker. Während der Evakuierung von Dünkirchen (Operation Dynamo) befand sich dort auch das militärische Hauptquartier. Aufgrund ihrer Lage wurde die Stadt während des Krieges auch als „Höllenfeuer Ecke“ bezeichnet. 

## Auszeichnung
Auf der Oscarverleihung 1943 war das  British Ministry of Information mit dem Film für einen Oscar in der Kategorie „Bester Dokumentarfilm“ nominiert, musste den Vortritt jedoch den Produktionen Schlacht um Midway, Kokoda Front Line!, Moscow Strikes Back und Vorspiel zum Krieg überlassen.